# Castrillo Mota de Judíos
Castrillo Mota de Judíos (ehemals Castrillo Matajudíos) ist ein Dorf im Westen der Provinz Burgos innerhalb der autonomen Gemeinschaft von Kastilien und León in Spanien.

## Lage
Burgos ist etwa 30 Kilometer Luftlinie östlich entfernt. Es liegt am orographisch rechten Ufer des nach Süden hin orientierten Flusses Odra, der zum Flusssystem des Ebro gehört. Der Ort wird von der Regionalstraße BU-400 bedient, die Castrojeriz mit Melgar de Fernamental verbindet. In Castrillo Mota de Judíos zweigt nach Westen hin die Regionalstraße BU-403 ab, die Teil des Jakobswegs ist und eine Verbindung mit Itero del Castillo und der noch weiter westlich liegenden P-4311 herstellt. Die Häuser des Ortes gruppieren sich um eine kleine gotische Kirche, die dem heiligen Stephanus geweiht ist.

## Geschichte
Ein Ort mit Namen Virovesca wurde als Hauptstadt des Volkes der Autrigonen bereits von Plinius dem Älteren in seiner Naturalis historia (um 77 n. Chr.) erwähnt; hier kreuzten sich zwei wichtige Römerstraßen. Nach dem Einfall germanischer Völker und dem Vordringen des Islam verliert sich die Bedeutung des Ortes, der erst im ausgehenden Mittelalter zu einer neuen Blüte erwachte.

### Ortsname
Die Stadt hieß ursprünglich Castrillo Motajudíos (die Gründung des Weilers wird auf das Jahr 1035 datiert). Später wurde der Name in Castrillo Matajudíos („Judentöter“) geändert, der in der Gegenwart als unrühmlich empfundene Name stammte wahrscheinlich aus dem späten 15. Jahrhundert, dem Höhepunkt der Inquisition. Über die Herkunft dieser Bezeichnung herrscht Unklarheit. Laut „alter Quellen“ habe es im 11. Jahrhundert in der Nähe ein Massaker gegeben, das mit dem Ort in Verbindung gebracht worden sei. Überlebende Juden seien auf die nahe Anhöhe verbannt worden, die darauf den Namen Motajudíos, also Judenhügel bekommen habe. Eine sprachliche Verschleifung habe aus „Mota“ „Mata“ gemacht. Ob diese Änderung aufgrund eines Schreibfehlers oder absichtlich geschah, ist umstritten. Die ältesten Belege für die heutige Schreibweise finden sich für das Jahr 1623, also viele Generationen nach der Judenvertreibung im Jahre 1492.
Am 25. Mai 2014 fand unter den 56 stimmberechtigten Bewohnern eine Volksbefragung statt, die die Umbenennung des Ortes propagierte. Über eine Änderung des Gemeindewappens, das einen Davidstern enthält, wurde nicht abgestimmt. Hierbei sprachen sich 29 von 56 Einwohnern für eine Umbenennung in Mota de Judíos („Judenhügel“) aus, 19 dagegen. Das Votum parallel zur Europawahl 2014 ergab dann mit dem gleichen Zahlenverhältnis den Wunsch nach Änderung des Ortsnamens. Im Frühjahr 2015 wurde, dem Referendum folgend, der Name des Dorfes wieder in Castrillo Mota de Judíos geändert.

## Wirtschaft
Traditionell leben die Bewohner von der Landwirtschaft. An den Hängen des südlich gelegenen Höhenzuges Prado Camicero wird auch Weinbau betrieben. An der Grenze zur Nachbargemeinde Castrojeriz steht heute der Windpark Valdehierro mit 30 Windrädern und einer Leistung von 50 MW, der von der gleichnamigen Gesellschaft Valdehierro S.L. errichtet wurde. Wegen des hier vorbeiführenden Jakobsweges wurde auf eine weitere Aufstellung von Windrädern verzichtet, weil dies nicht dem Gesetzbuch Bien de Interés Cultural für Immaterielles Kulturerbe entsprochen hätte.

## Persönlichkeiten
- Antonio de Cabezón (1510–1566), Organist und Komponist. Das Portativ im Gemeindewappen symbolisiert Cabezóns Tätigkeit.